# Axel Lindahl (fotograf)
Axel Lindahl, född 27 juli 1841 i Mariestad, död 11 december 1906 i Södertälje, var en svensk-norsk fotograf, en av de främsta i sin generation fotografer.

## Biografi
År 1865 startade Lindahl en fotoateljé i Uddevalla tillsammans med brodern Uno, och redan 1866 ställde han ut fotografier på Stockholmsutställningen 1866. Efter att ha drivit småstadsateljéer i tio år flyttade han verksamheten till Göteborg. På den tiden hade han också börjat resa och sålde bilder från Sveriges västkust och från Stockholm. År 1877 utökades reseverksamheten till att omfatta Norge.
År 1883 sålde Lindahl såväl firma som firmanamn och vände på allvar uppmärksamheten mot Norge. Under sex år av intensivt fältarbete reste Lindahl över stora delar av landet. Som mest framkallade han mer än 400 plåtar per säsong, och efter tolv år hade Lindahl byggt upp ett arkiv med cirka 3 500 norska bilder.
Lindahls fotografier väckte tidigt uppmärksamhet, och i slutet av 1880-talet och på 1890-talet blev hans fotografier ofta återgivna som xylografier i bland annat Folkebladet, Skilling-Magazin och Ny Illustrert Tidende. Rich. Andvord i Oslo sålde och distribuerade Lindahls fotografier i mappar. Lindahl nådde också ekonomisk framgång och efterlämnade vid sin död en förmögenhet på omkring 160 000 norska kronor. Norsk Folkemuseums Lindahl-samling är från 1996 tillgänglig över internet via Galleri NOR.

## Bildgalleri

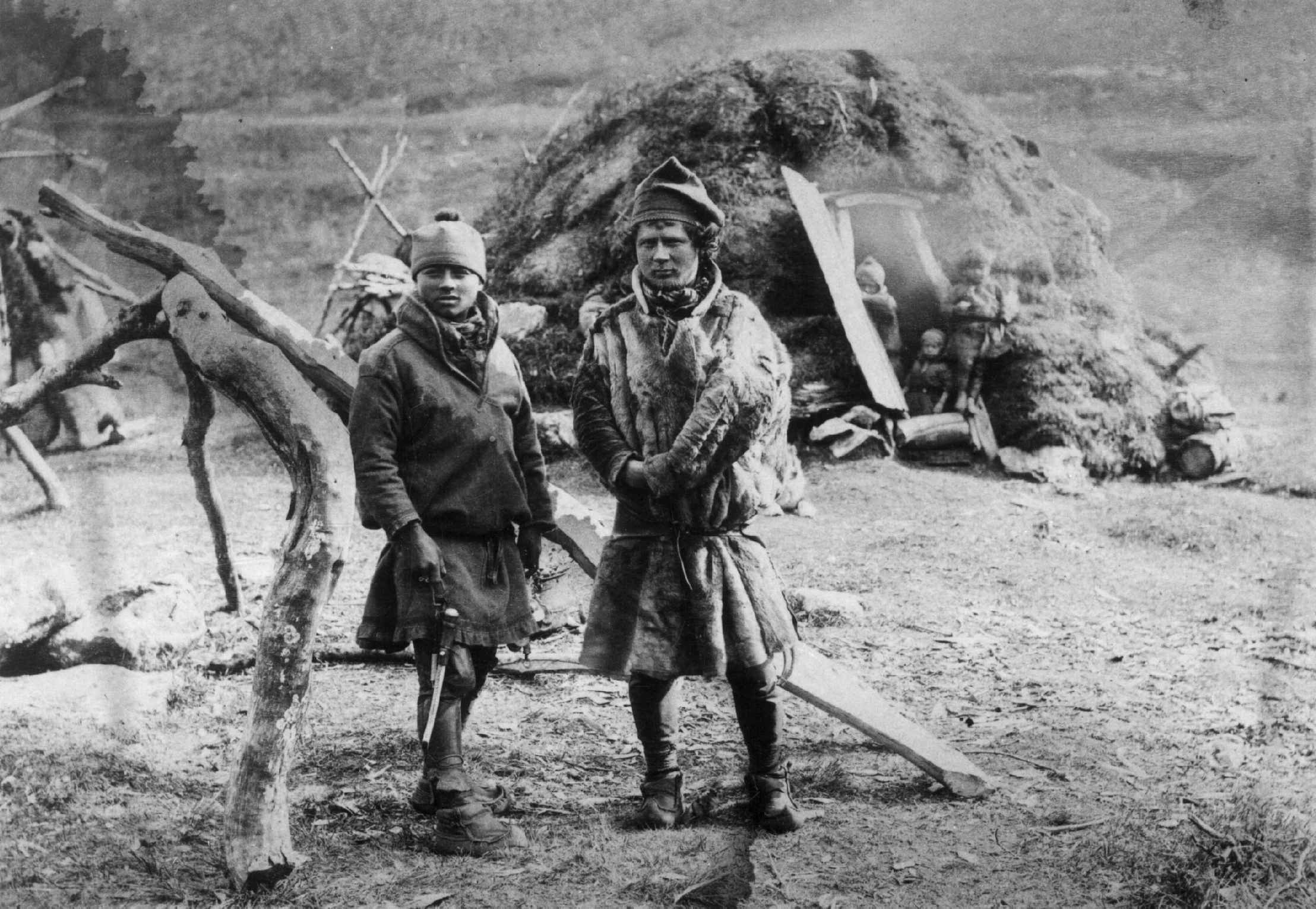
Karesuandosamer på sommarviste i Lyngseidet, omkring 1884-1890
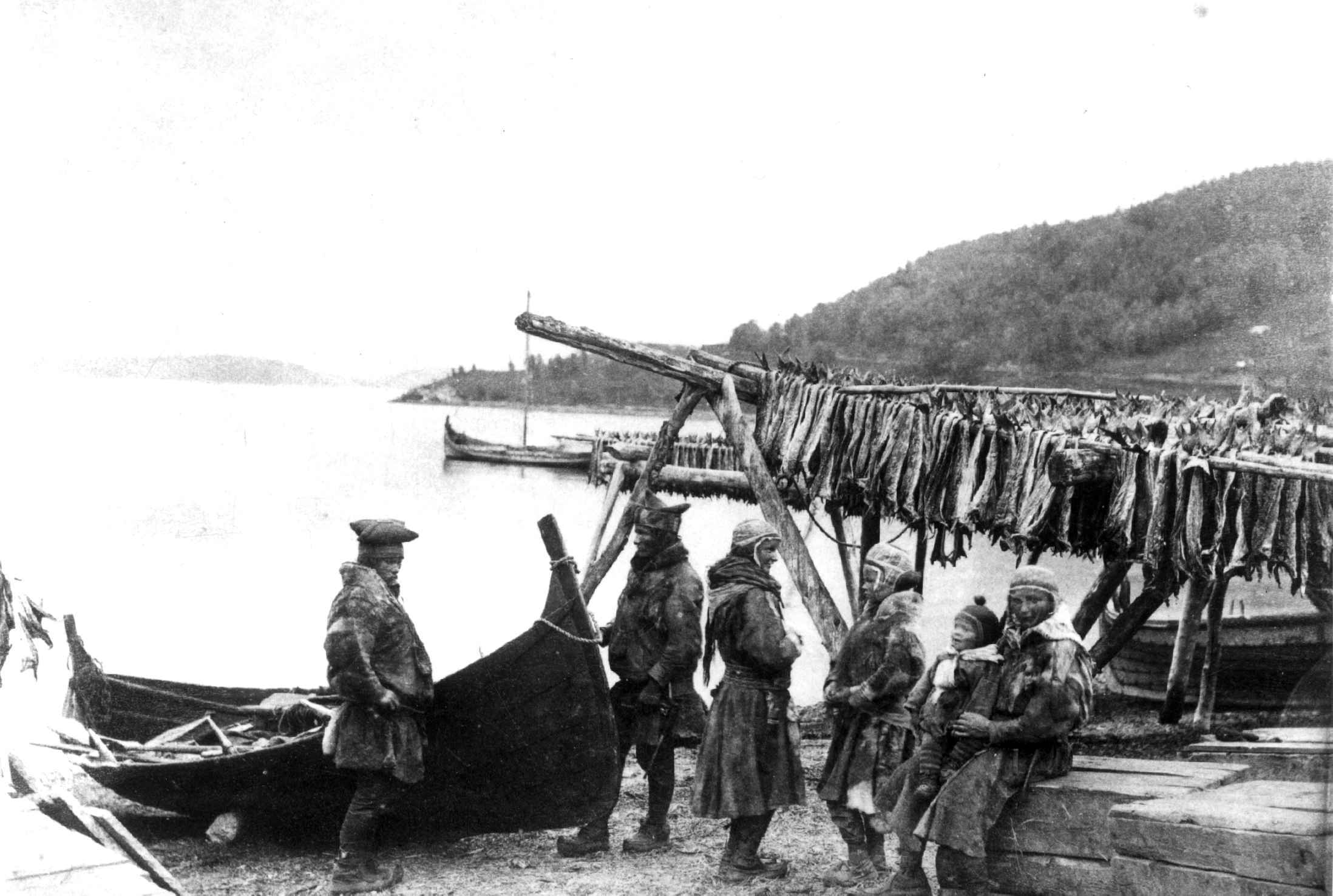
Karesuandosamer på sommarviste i Lyngseidet, omkring 1884-1890
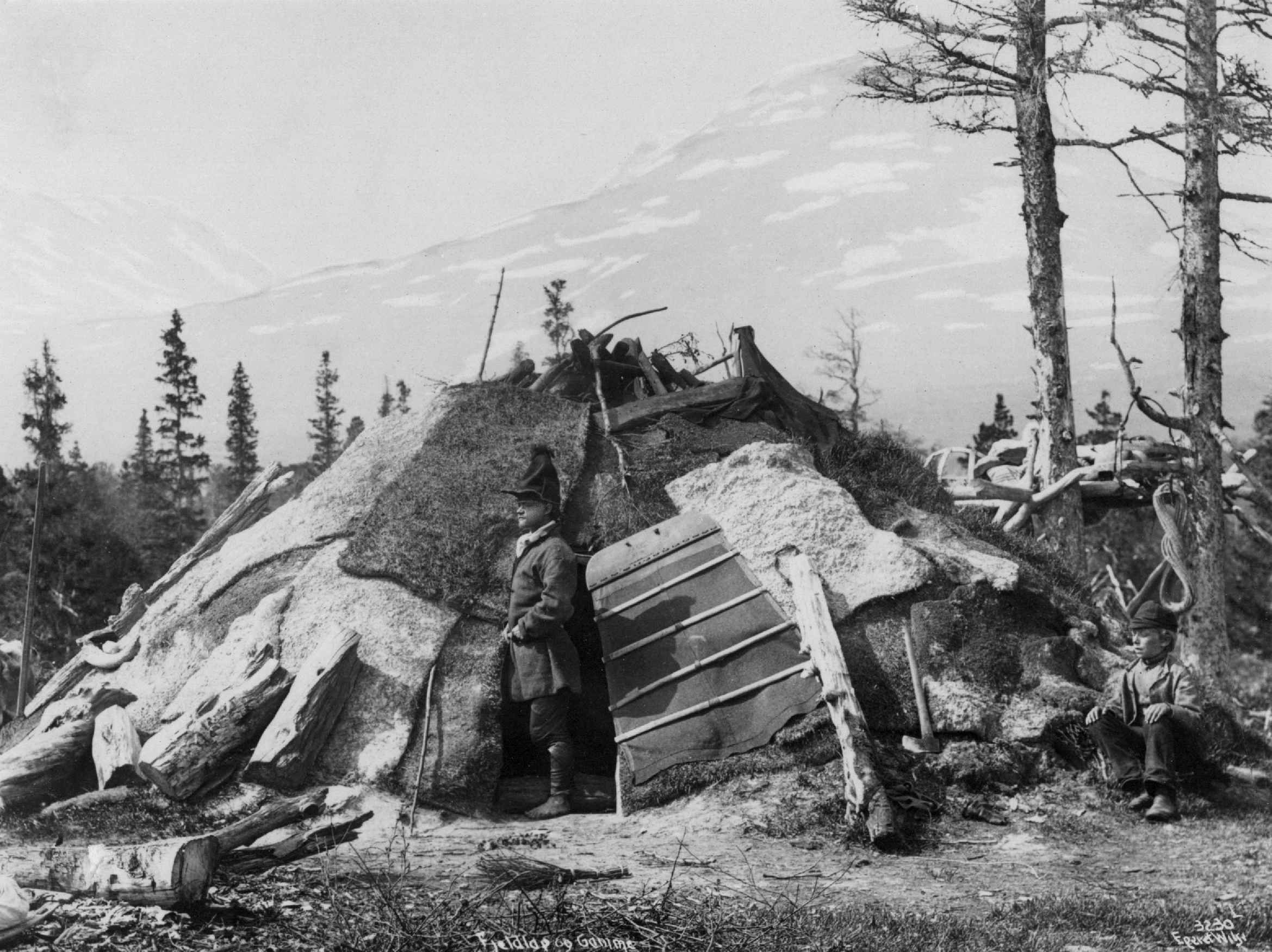
Sydsame i Sverige framför sin kåt, omkring 1885-1892
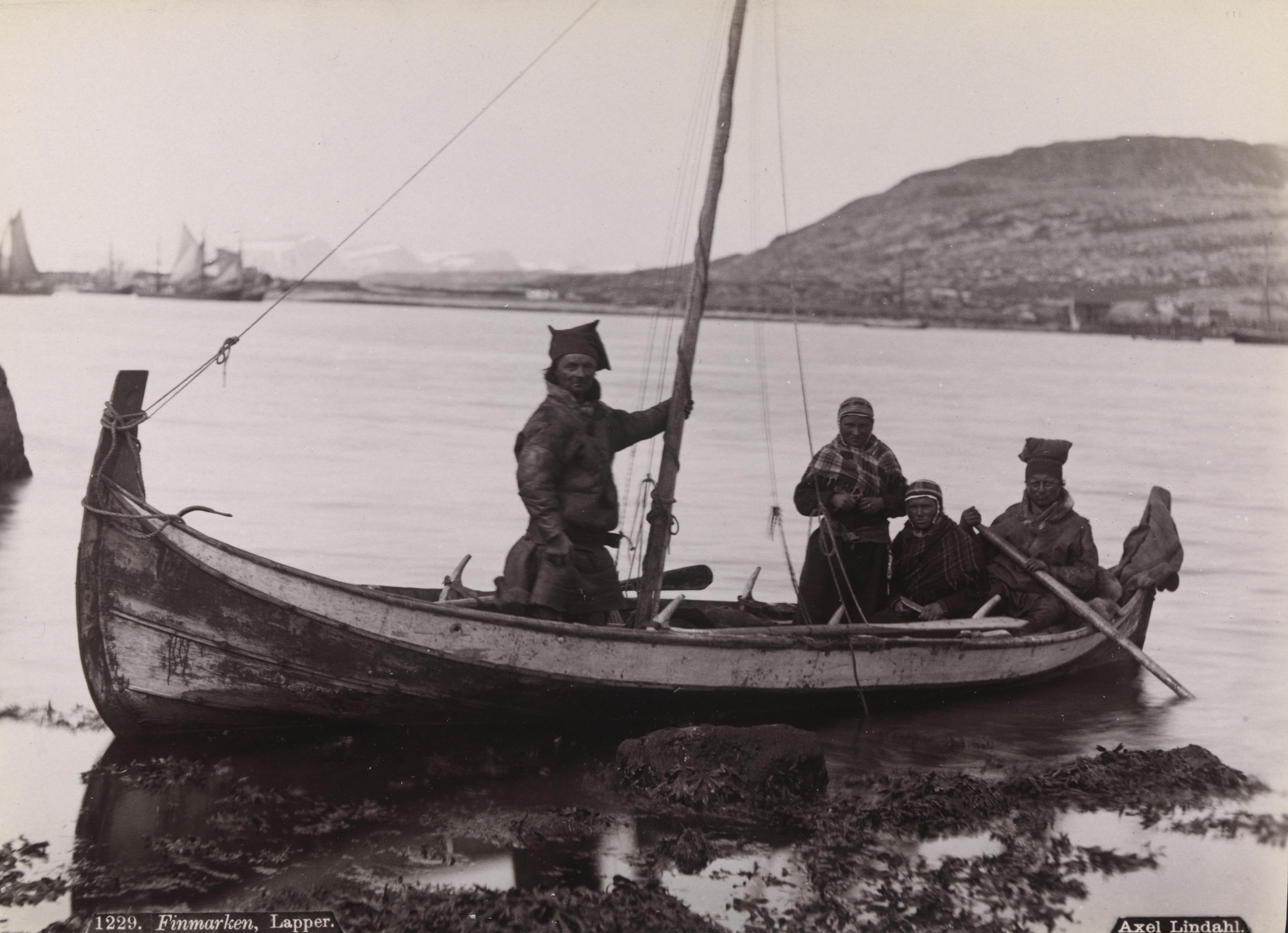
Fiskesamer i Finnmark, 1880–1890
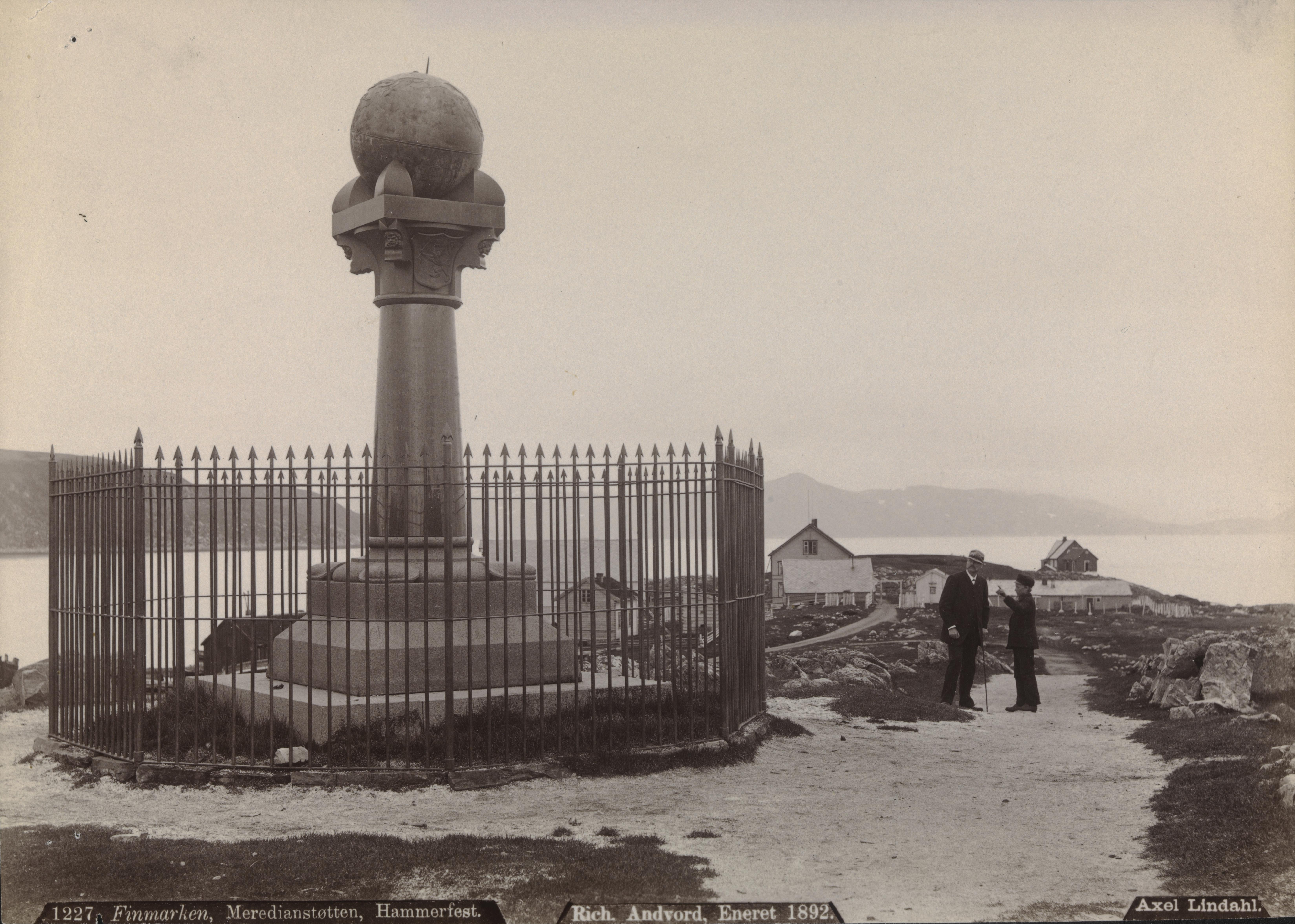
Struves meridianbågei Hammerfest, 1880–1890
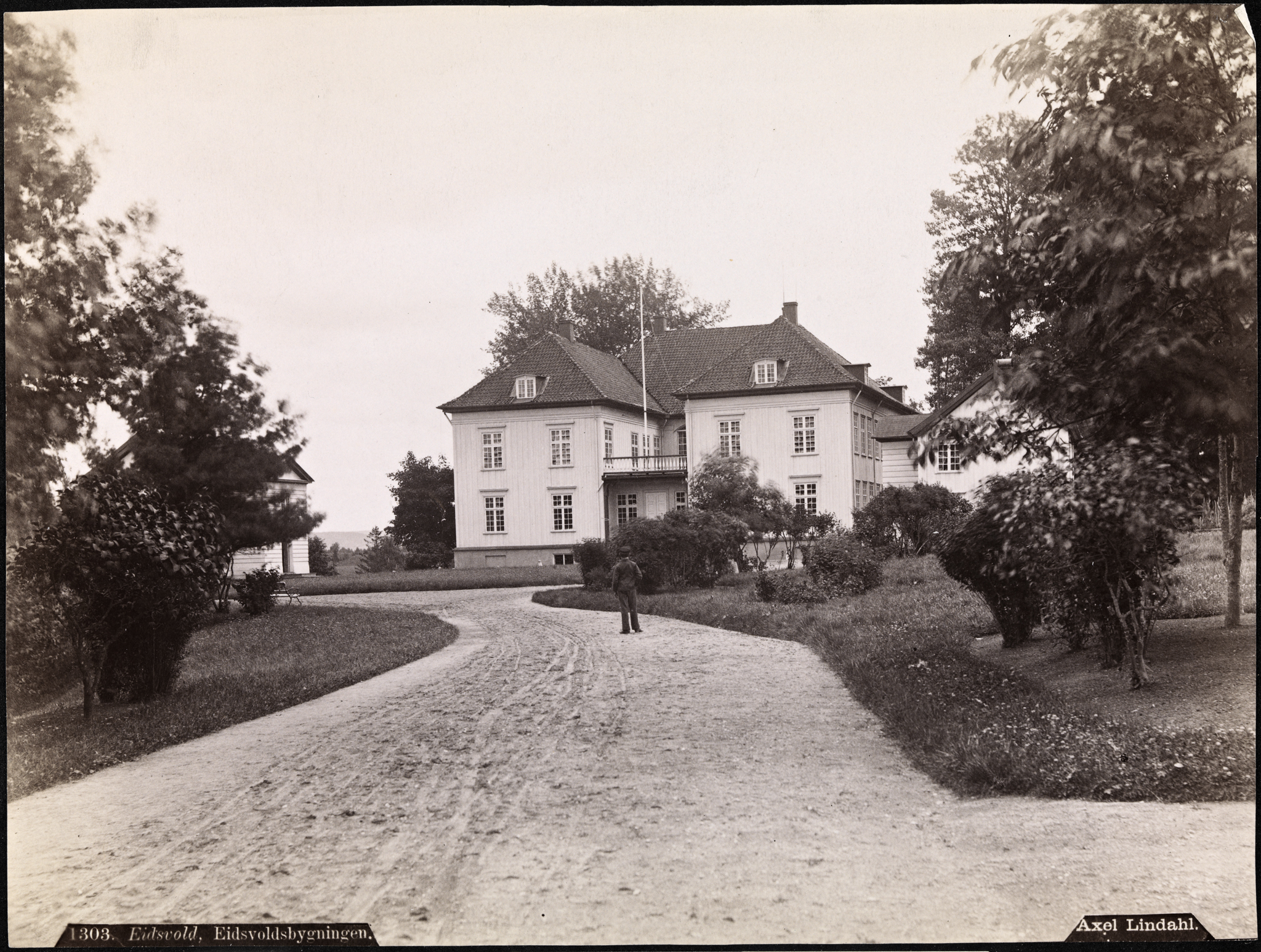
Eidsvoldsbyggnaden i Eidsvoll, 1890–1900
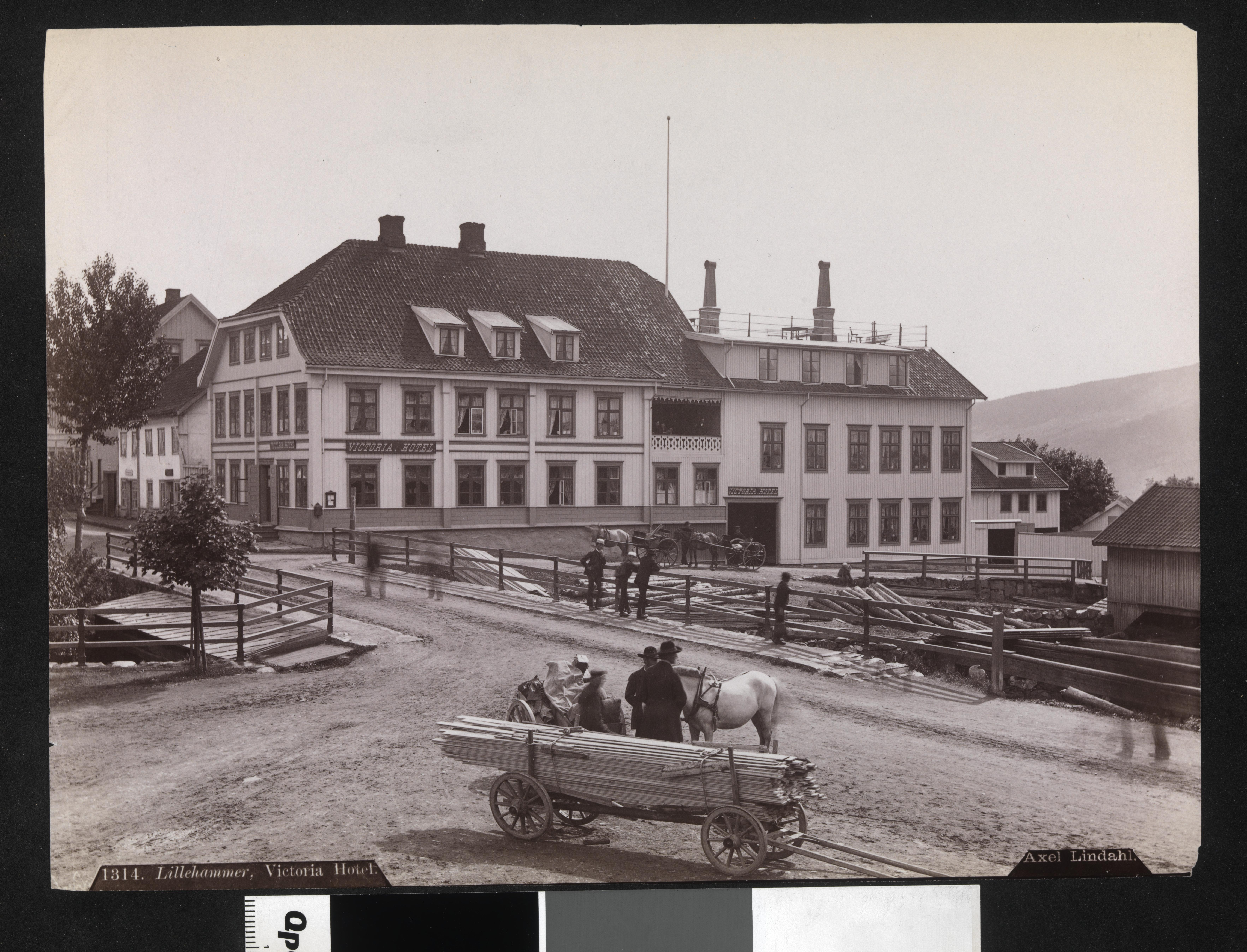
Victoria Hotel i Lillehammer, omkring 1884–1890
Rollporträtt av Tore Svennberg so d'Artagnan i De tre musketörerna, 1900